# Jardin des plantes de Nantes
Le jardin des plantes de Nantes, ou le Jardin des plantes, est un jardin botanique appartenant à la ville de Nantes. Ouvert au public, il couvre une superficie de 7,328 hectares.
Avec les jardins de Kermoureau à Herbignac, il est l'un des seuls espaces verts du département de la Loire-Atlantique à être classé Jardin remarquable,.

## Situation

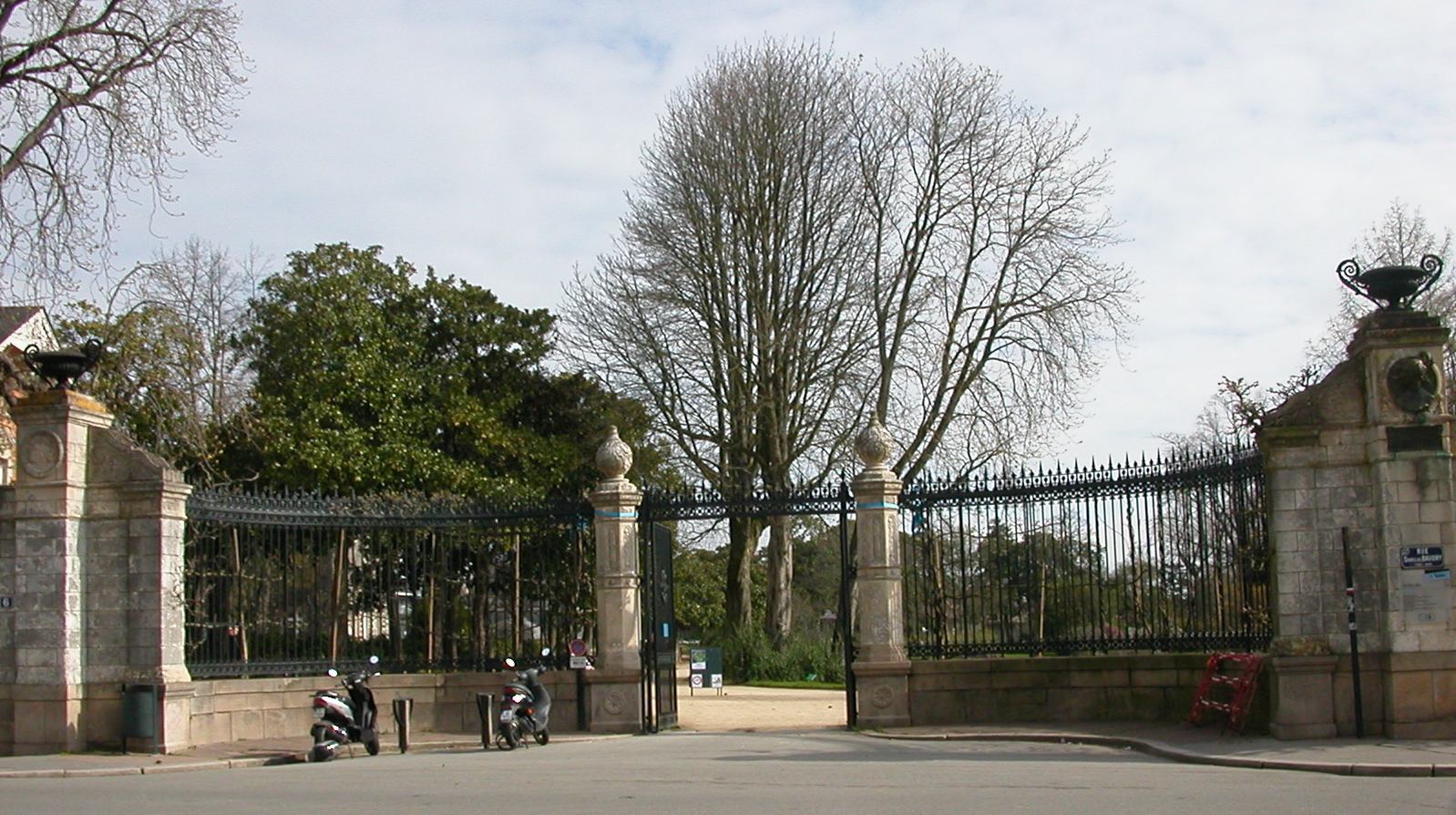
Portail d'honneur, rue Stanislas-Baudry.

Le jardin des plantes se situe dans le quartier Malakoff - Saint-Donatien, au nord de la gare SNCF.
Il couvre une superficie de 7,328 hectares et a globalement la forme d'un rectangle orienté nord-sud, longé par :
- la rue Gambetta au nord ;
- la place Sophie-Trébuchet à l'angle nord-ouest ;
- la rue Stanislas-Baudry à l'ouest ;
- la rue Écorchard, la place Charles-Le Roux et le boulevard de Stalingrad au sud ;
- la rue Frédéric-Cailliaud à l'est.

Il possède cinq entrées : 
- au sud, la « porte des Camélias » (composée en réalité de deux portails), place Charles-Leroux (entrée principale) ;
- au sud-ouest, la « porte des Cerfs », à l'angle des rues Écorchard et Stanislas-Baudry ;
- au nord-ouest, rue Stanislas-Baudry, dans l'axe de la rue Georges-Clemenceau (portail d'honneur) ;
- au nord, rue Gambetta ;
- au sud-est, rue Frédéric-Cailliaud, dans l'axe de la rue d'Allonville.

## Histoire

### Les prémices du Jardin des plantes: le jardin des Apothicaires
C'est en 1687 que fut créé le premier jardin botanique de la ville de Nantes. Les maîtres apothicaires se voient confier la jouissance d'un terrain situé à l'ouest de la ville. Ce jardin des apothicaires se situe alors dans le quartier du Marchix (où sera construite la Tour Bretagne au XXe siècle). L'accès se fait par la rue Paré qui existe encore au début du XXIe siècle, la parcelle, totalement urbanisée par la suite, est traversée par la rue de Budapest. Ce jardin est uniquement destiné à la culture des végétaux. Ainsi, au XVIIIe siècle, la ville ne comporte pas de jardins particulièrement signifiants destinés à la promenade.
Ce jardin se développe sous l'action de Pierre Chirac, l'intendant du Jardin du Roi, situé à Paris. Ce dernier comprend vite le rôle que peut jouer un jardin botanique qui se situe dans un port alimenté par un fort trafic de produits exotiques et qui, grâce à la Loire, permet un accès aisé vers Paris. Chirac y voit un lieu idéal pour favoriser l'acclimatation des plantes tropicales rapportées par les navigateurs de leurs lointaines escapades. En 1719, son action permet au jardin des apothicaires de devenir un « jardin royal des plantes », subordonné au Jardin du Roi. Le développement de ce jardin se trouve considérablement encouragé par l'ordonnance royale prise le 9 septembre 1726 par Louis XV pour « assujettir les Capitaines des Navires de Nantes d'apporter Graines & Plantes des Colonies des Païs Etrangers, pour le Jardin des Plantes Médicinales établi à Nantes ».
Le succès de cette mesure est tel que le Jardin des apothicaires s'avère vite trop petit pour accueillir toutes les plantes. Cependant, la Révolution française survient sans qu'un autre emplacement ait été trouvé.

### 1793-1836: la mise en place d'un Jardin des plantes à l'est de Nantes
Le 10 juin 1793, la Convention nationale prend un décret qui marque la réorganisation des jardins botaniques en France. Il y est notamment décidé la création dans chaque département d'un jardin botanique de quatre arpents.
François Lemeignen (1732-1803), un médecin originaire de Machecoul, se bat alors pour qu'un tel jardin soit créé à Nantes. Il propose de l'implanter dans le couvent des Ursulines fondé en 1626. Celui se trouve à l'est de la ville entre le « faubourg Saint-Clément et celui de Richebourg, à peu de distance du cours Saint-Pierre ». Cette proposition est retenue et Lemeignen est chargé d'en assurer l'entretien. Le terrain mesure 32 000 m2, et est situé à l'emplacement où va être installée à partir de 1806 la cour de récréation du lycée de Nantes.
La création du lycée de Nantes dans l'ancien couvent des Ursulines par un arrêté du Premier Consul le 1er Vendémiaire an XII (24 septembre 1803) conduit le Jardin des plantes à rechercher un nouvel emplacement.

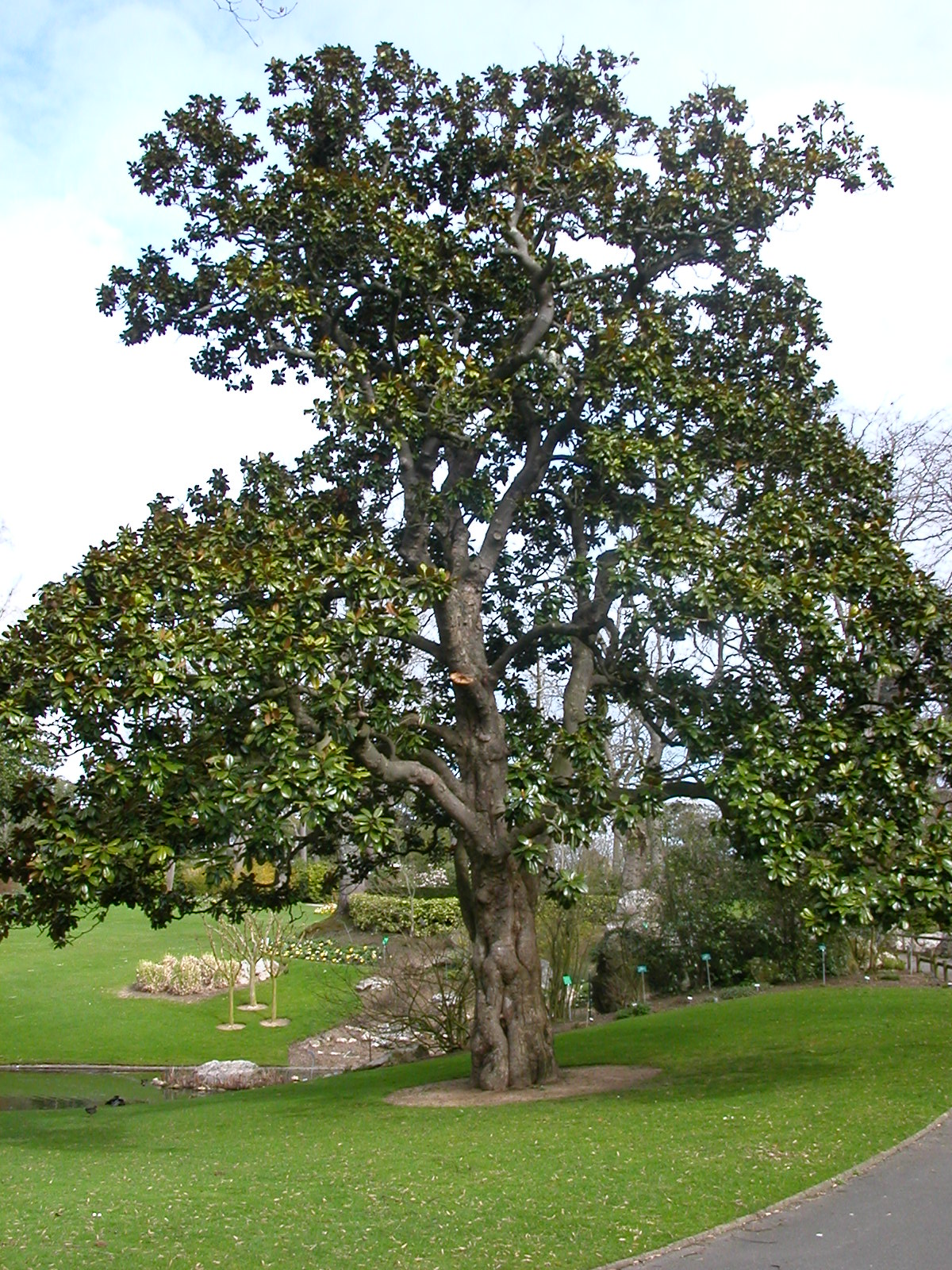
Le magnolia d'Hectot.

Le 26 février 1806, le préfet Belleville prend un arrêté définissant les limites du jardin botanique qui s'implante alors définitivement sur un terrain attenant à l'ancien couvent des Ursulines. Le tracé du jardin est confié à l'architecte-voyer nantais Félix-François Ogée. L'apothicaire et botaniste Jean Alexandre Hectot (1769-1843), un ancien élève de Lemeignen, est nommé directeur de ce nouveau jardin des plantes qui a désormais trouvé son emplacement définitif.
La mise en place de ce jardin botanique est cependant problématique. Faute de moyens financiers, le jardin tombe peu à peu en décrépitude, malgré les incessants efforts d'Hectot. On lui doit notamment d'avoir planté en 1809 un superbe Magnolia grandiflora connu à l'époque pour être l'un des plus beaux du pays. Un autre magnolia planté au même endroit est aujourd'hui le plus ancien du jardin (voir en Description).
Épuisé par les efforts qu'il a dû mener pour préserver le jardin malgré les difficultés financières, Hectot quitte la direction du Jardin des plantes en 1819. Le jardin est alors dans un état déplorable, notamment en raison de l'absence de surveillance de la part d'employés plus préoccupés de cultiver des parcelles qui leur avaient été cédées pour leur usage personnel.
Par ordonnance royale du 12 septembre 1820, Louis XVIII décide de transférer la propriété du jardin du Département à la ville de Nantes. Celle-ci a alors comme objectif d'ouvrir le jardin au public et, devant les difficultés d'assurer les travaux nécessaires par ses propres services, elle décide d'en confier le réaménagement à un professionnel. C'est au printemps 1822 que Louis Lévêque, maire, prend les premiers contacts avec Antoine Noisette (1778-1858), un paysagiste parisien réputé, frère du botaniste et agronome Louis Claude Noisette. En octobre 1822, il accepte de prendre la direction des travaux. En plus d'un salaire confortable et d'un logement de fonction, Noisette dispose d'un avantage considérable : la possibilité de vendre à son profit les plantes en surnombre. Au cours des années, ce qui était une activité annexe prend de plus en plus d'importance au risque de voir le jardin botanique appauvri de ses espèces les plus intéressantes au profit de plantations plus rentables. En effet, la partie nord de l'enclos est consacrée à l'activité botanique alors que la partie sud est affermée.
Le jardin est finalement ouvert en 1829 au public, tout au moins sa partie haute. Il est cependant fermé le dimanche et jours de fêtes, ce qui ne manque pas de soulever des protestations de la part des nantais. La possibilité confiée à Noisette de mener des activités commerciales au sein du jardin semble avoir été la principale raison de la dégradation des relations entre le directeur du Jardin et la municipalité. En 1833, une commission est nommée pour régler les conflits entre les deux parties et, malgré quelques solutions provisoires, la ville décide finalement de ne pas reconduire Noisette dans ses fonctions de directeur. L'administration du Jardin des plantes est complètement revue à la suite du rapport rendu au maire Ferdinand Favre par une commission de surveillance en juin 1835. C'est finalement en septembre 1835 qu'Antoine Noisette quitte la direction du jardin, non sans avoir obtenu que son fils Dominique soit nommé jardinier en chef.
C'est cependant le titulaire de la nouvelle chaire de botanique qui vient marquer de son empreinte l'histoire du Jardin des plantes.

### 1836-1882: l'influence déterminante d'Écorchard

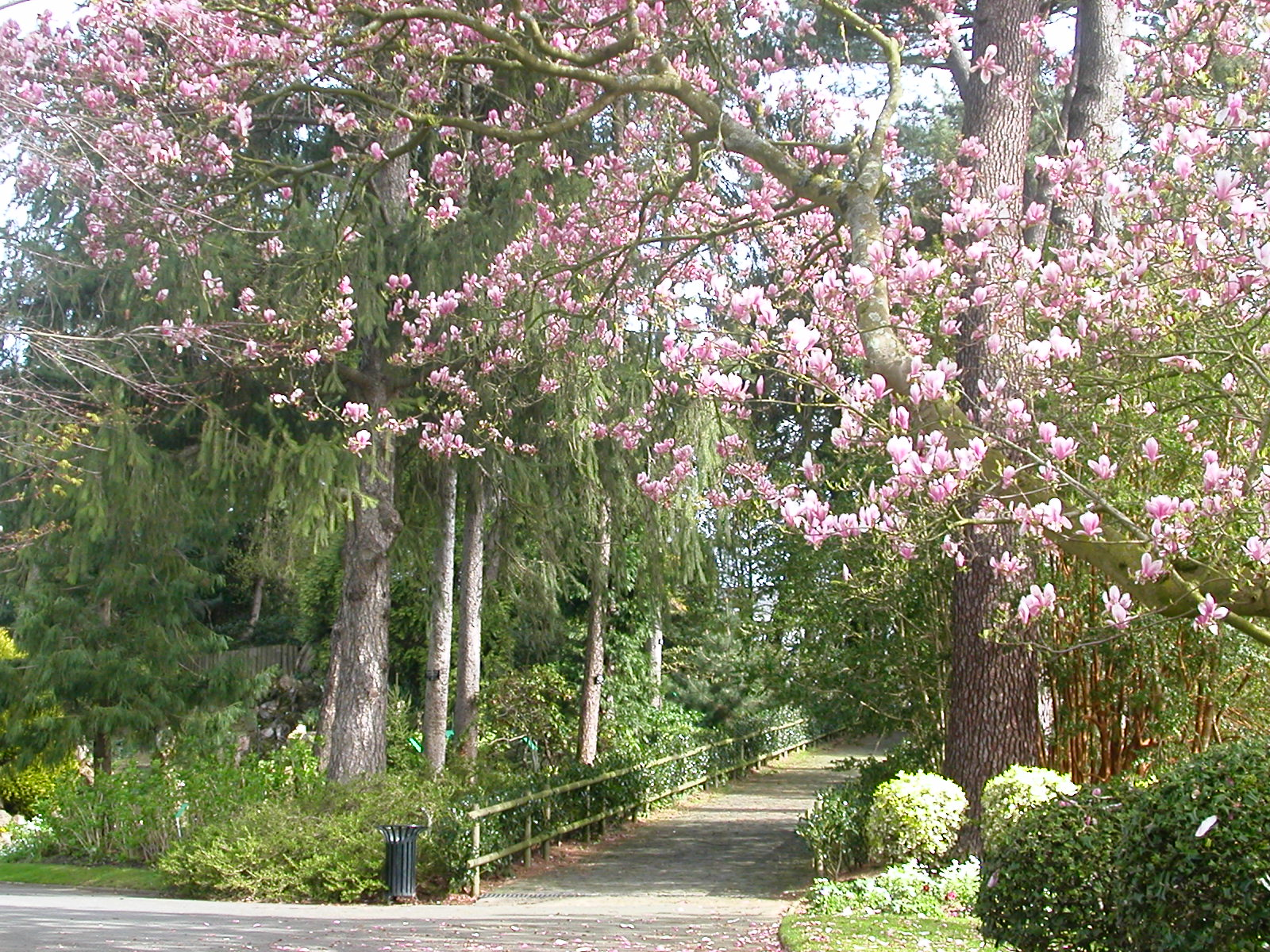
La « montagne » du Jardin des plantes.

Jean-Marie Écorchard (1809-1882) est nommé le 30 mai 1836 pour assurer la chaire de botanique créée par le conseil municipal le 5 juin 1835. Ce n'est alors qu'un jeune médecin de 26 ans qui a suivi des cours de botanique à l'université de Rennes et a herborisé avec Augustin Pyrame de Candolle. Lorsqu'il entre en fonction, il est effaré par l'état d'un jardin qui est alors, selon lui, « plutôt une pépinière qu'un établissement scientifique […] avec un seul carré contenant de 400 à 900 plantes des plus communes et non classées ». Critique envers le bilan d'Antoine Noisette, Écorchard a aussi rapidement des relations tendues avec le fils Dominique, le jardinier en chef. Dans un courrier adressé en 1838, il se plaint ainsi des nombreuses négligences de ce dernier dans l'approvisionnement en plantes nouvelles et de sacrifier l'intérêt général à son intérêt particulier. En 1839, le contrat de Dominique Noisette n'est pas renouvelé et celui-ci quitte alors Nantes. Écorchard se retrouve directeur du Jardin le 1er janvier 1840.
Sous la direction d'Écorchard, les travaux d'aménagement reprennent et, surtout, les collections végétales s'enrichissent considérablement. Le nouveau directeur s'approvisionne tant auprès des pépiniéristes locaux, dont son prédécesseur Antoine Noisette, que grâce aux apports des navigateurs férus de botanique qui perpétuent la tradition d'apport de plantes exotiques du siècle précédent. Parmi ceux-ci, Mathurin Jean Armange (1801 - 1877) se distingue particulièrement par la régularité et la richesse de ses apports. Ce capitaine de marine marchande passionné de botanique et d'horticulture navigue principalement vers la Martinique, La Réunion et les Indes. De 1841 à 1863, il rapporte à Nantes des milliers de graines et de plantes vivace qui alimentent le Jardin des plantes mais aussi la Société nantaise d'horticulture et le Muséum national d'histoire naturelle de Paris. Écorchard se bat pour obtenir les crédits nécessaires à la construction d'une serre chaude indispensable à la conservation de ces plantes exotiques. Elle est finalement construite en 1844 mais satisfait tout juste aux besoins.
Écorchard est fortement impressionné par les exemples des jardins botaniques rencontrés lors de ses voyages, notamment par les Jardins botaniques royaux de Kew près de Londres et le Jardin botanique national de Belgique de Meise. En 1844, il propose de transformer le Jardins des plantes en jardin à l'anglaise en argumentant qu'« un Jardin des plantes digne de ce nom doit posséder une école de paysages en plus d'une école de botanique et de fruitiers ». Il s'oppose ainsi aux conceptions d'Henri-Théodore Driollet, l'architecte en chef de la Ville. Fort du soutien d'Adolphe Brongniart, alors directeur du jardin des plantes de Paris, et de Dominique Noisette, devenu  paysagiste de renom, il entreprend de transformer le plan du jardin, parfois au mépris des ordres des maires qui se succèdent. Ainsi, il entreprend en 1846 la création de la « montagne », un monticule dont la construction prendra plusieurs années. La partie médiane du jardin sera finalement ouverte au public en mars 1854.
C'est à l'occasion de l'arrivée du chemin de fer à Nantes que le jardin va acquérir sa forme définitive. En effet, le quartier de Richebourg est réorganisé avec l'inauguration de la gare en 1853 et le percement de l'actuel boulevard de Stalingrad. Un décret impérial du 31 janvier 1854 entérine l'extension vers le sud du jardin sur une superficie de 16 000 m2, mais ce n'est qu'en 1858 que les terrains seront tous acquis en raison de la complexité du découpage parcellaire et de nombreux recours des riverains ; cette zone englobe la partie centrale de la rue de Richebourg, qui garde son appellation, bien que coupée en deux, jusqu'en 1874 ; cette année-là, la partie est de la rue est baptisée rue d'Allonville.

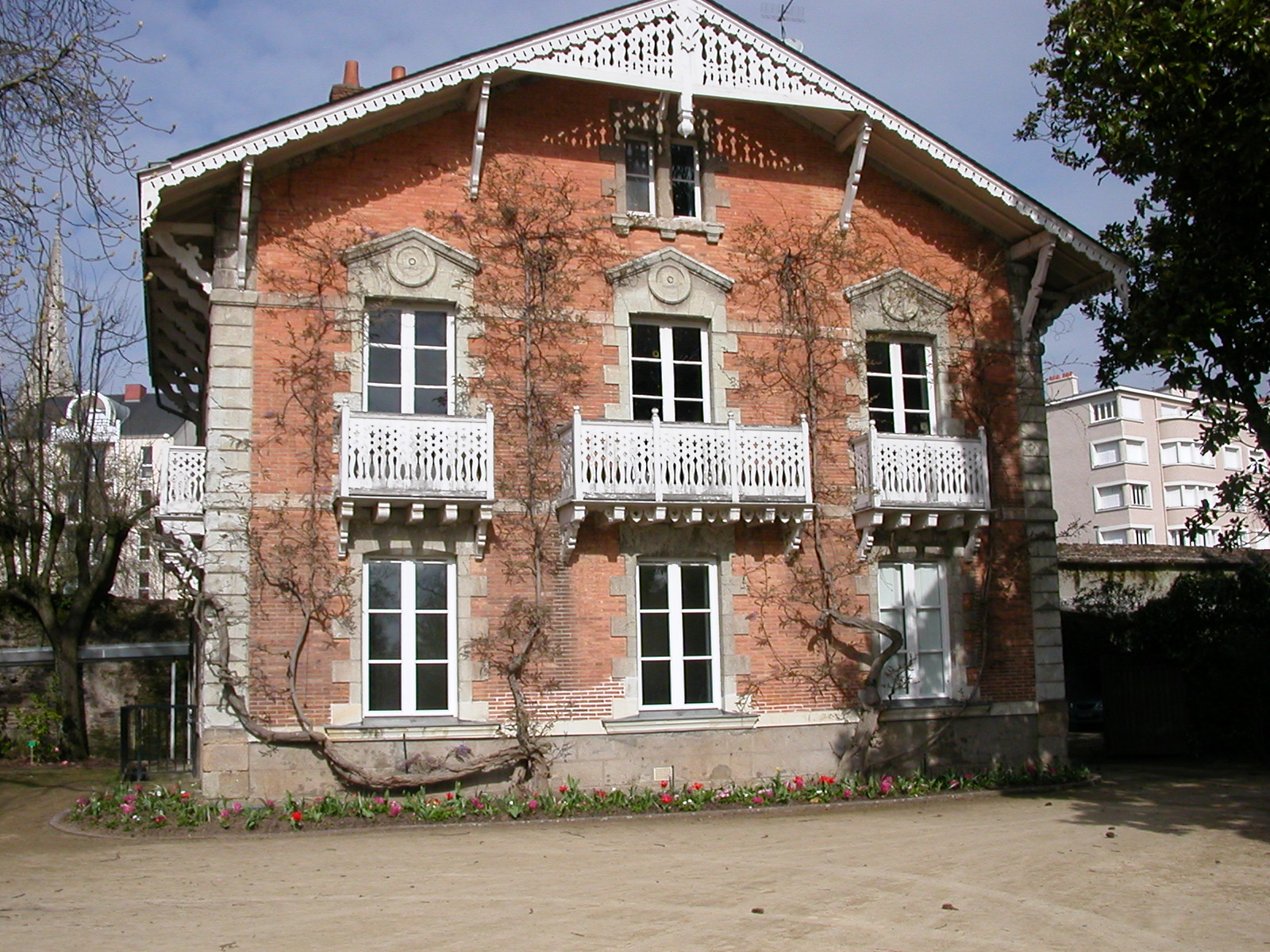
La grande porterie.

En parallèle, Écorchard poursuit les travaux d'embellissement du jardin, en dotant notamment en 1856 le versant ouest de la montagne d'une cascade alimentée par une ingénieuse fontaine qui est toujours en fonctionnement. Mais les escarmouches entre le directeur du jardin et les services municipaux se poursuivent. Ainsi en 1858, il s'oppose à nouveau à Driollet qui souhaitait un aménagement du jardin à la française. Après consultation d'experts, dont Jean-Pierre Barillet-Deschamps, le jardinier en chef du Bois de Boulogne, la Ville donne raison à Écorchard et le conseil municipal adopte définitivement son projet le 12 novembre 1858. L'année 1859 est marquée par la réalisation des derniers travaux : les porteries, le creusement du grand bassin, les clôtures… La partie haute du jardin est officiellement inaugurée le 7 octobre 1860 devant 10 000 visiteurs. L'ensemble du jardin est ouvert au public le 9 avril 1865.
Les travaux d'aménagement du jardin terminés, Jean-Marie Écorchard se consacre à l'enrichissement des collections et continue à prodiguer ses cours de botanique. Son œuvre sera consacrée par la présentation d'un plan en relief du jardin lors de l'Exposition universelle de 1878 à Paris. Cependant, le terrible hiver 1879-1880, avec des températures atteignant les −16 °C, est fatal pour bien des plantes : 245 arbres et 600 arbrisseaux et arbustes sont gelés. Écorchard meurt en 1882 sans avoir connu l'achèvement des travaux de restauration.

### 1882-1900: le Jardin des plantes après Écorchard

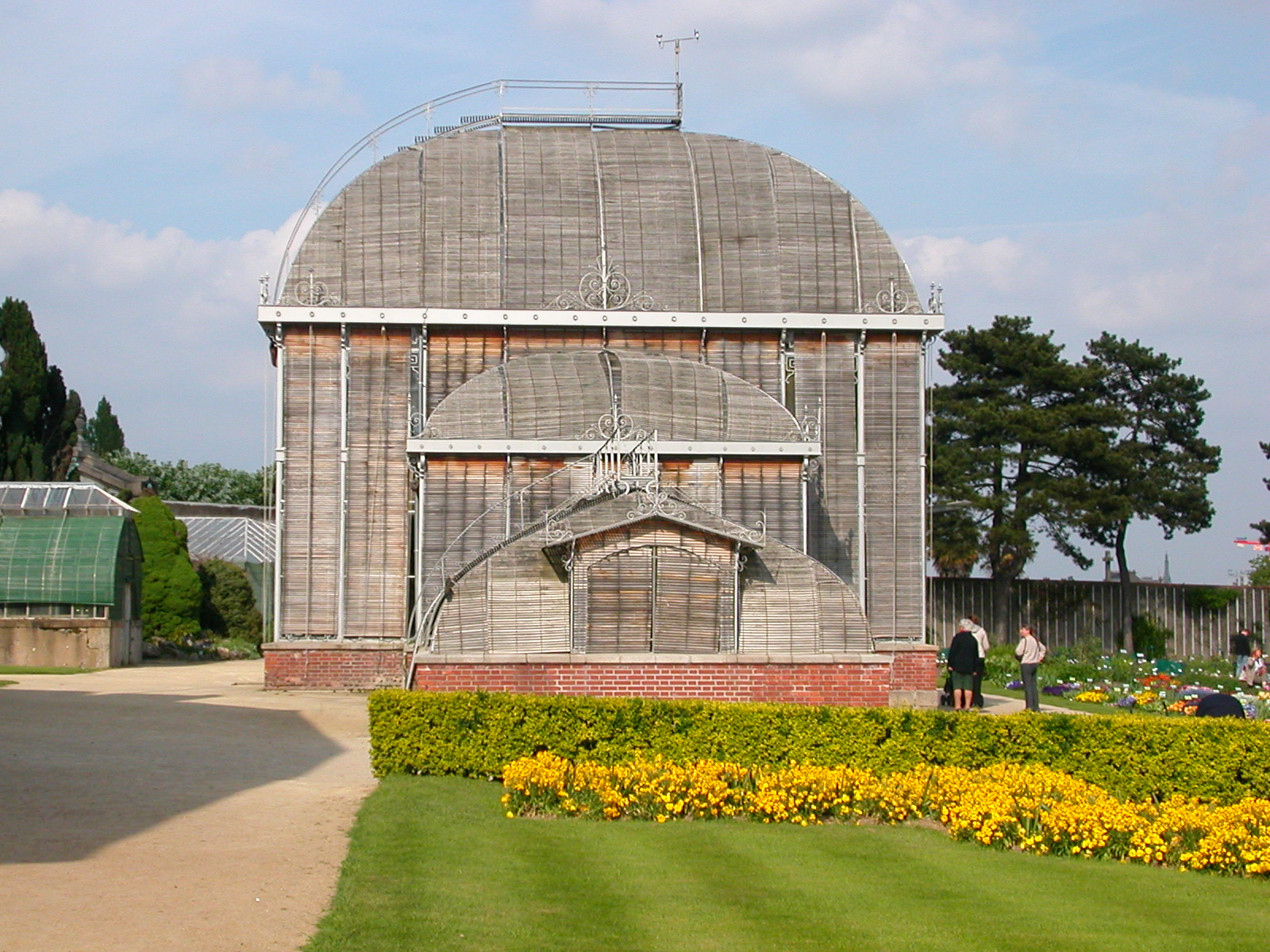
La Palmeraie, stores clos.

La mort subite de celui qui en a été le directeur pendant plus de quarante ans marque le début d'une période sombre pour le Jardin des plantes. Le jardinier chef Rochais tente d'assurer la gestion quotidienne du jardin en cette période où la Ville connaît des difficultés financières. Il faut attendre dix ans après la mort d'Écorchard pour que l'état de dégradation du Jardin des plantes conduise diverses personnalités à demander la nomination d'un nouveau directeur. Le 28 avril 1893, Paul Marmy est officiellement embauché comme « Inspecteur des promenades, Directeur du Jardin des Plantes ». Ses premières actions s'inscrivent dans un contexte de reprise en main après une décennie de laisser-aller. La décoration florale est revue, les plantes sont soignées, les serres sont réhabilitées et, surtout, un règlement interne visant à ramener la discipline parmi les employés et les bonnes mœurs dans le parc. Sur le plan botanique, il entreprend de réorganiser des collections selon la classification de Lloyd[Quoi ?] et reprend les contacts avec les jardins botaniques étrangers, interrompus depuis plus de vingt ans.

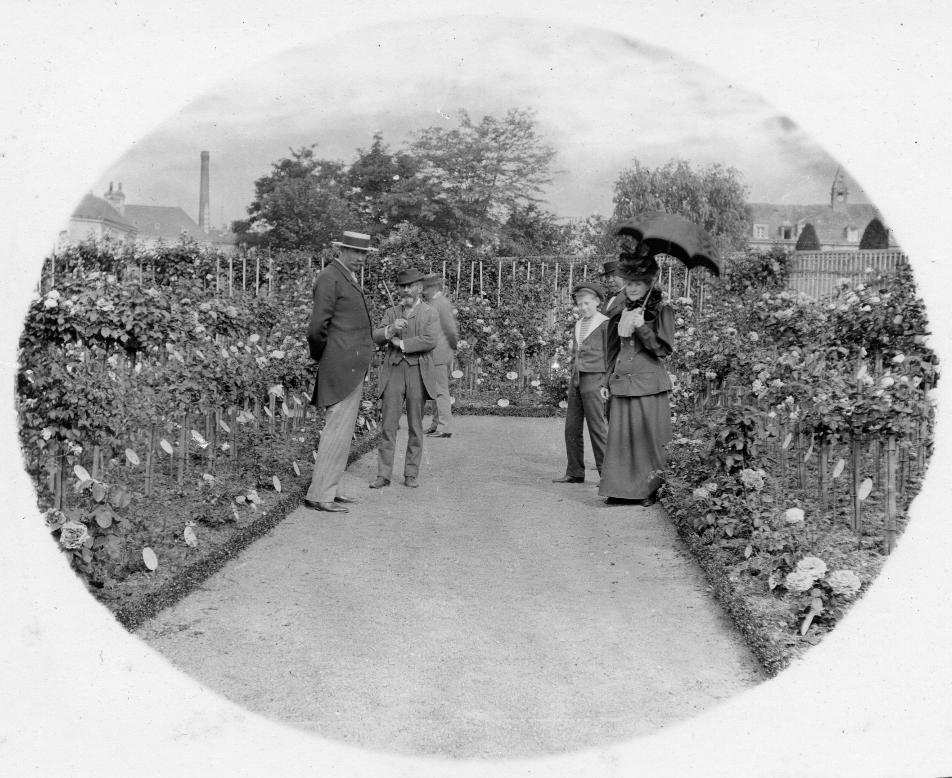
Paul Marmy dans la roseraie en 1897.

L'apport le plus marquant de Marmy est la réalisation du palmarium, une vaste serre chauffée destinée au développement des plantes exotiques. Cet équipement était souhaité depuis de longues années mais les prédécesseurs de Marmy n'avaient pas réussi alors à convaincre les maires de débloquer les crédits nécessaires.
Paul Marmy était également un grand passionné de roses. C'est à son initiative que le jardin se dote d'une roseraie en 1895 qui compte plus de 600 variétés. Au cours des années 1930, elle est remplacée par les actuelles plates-bandes botaniques.
Marmy meurt le 21 décembre 1897 avant d'avoir vu l'achèvement des travaux de son dernier grand projet, la réalisation de l'orangerie. Le directeur suivant n'occupe sa fonction qu'un peu plus d'un an. Entré en fonction le 1er octobre 1898, Antoine-Théophile Pellerin met fin à ses jours début décembre 1899.
L'orangerie est achevée le 26 janvier 1900 et se situe derrière la palmeraie, le long de la rue Gambetta. La réalisation de cet équipement marque l'achèvement de la création du jardin.

### Depuis 1900
En 1910, le directeur Paul-Émile Citerne recense 2 226 espèces cultivées. Le rôle du Jardin des Plantes prend de l'importance lorsqu'en 1920 des plantations sont effectuées en au-delà de ses murs, des équipes extérieures  effectuant ces opérations sous les ordres du directeur du Jardin. Cette expansion entraîne en 1921 la nomination du directeur du Jardin des Plantes, Georges Durivault, à la tête d'une entité du tout nouveau service des plantations de la ville. Georges Larue, nommé en 1941, procède à la suppression des arbres fruitiers dans le Jardin. C'est Paul Plantiveau, nommé en 1951, qui transforme le service des plantations en service des espaces verts et de l'environnement, le SEVE. Le Jardin se transforme peu à peu. Les rosacées d'Ecorchard ont fait place à une importante collection de camélias. Le jardin est devenu plus horticole que scientifique.
En 2018-2019, dans le cadre de l'aménagement de l'esplanade Pierre-Semard, le jardin fait l'objet de travaux d'extension dans sa partie sud sur 320 m2. Il intègre une partie de la rue Écorchard devenue piétonne, et notamment la petite placette triangulaire située à son extrémité ouest au niveau de laquelle a été percée une nouvelle entrée qui fut inaugurée en février 2019. Le groupe statuaire de Georges Gardet intitulée Les Cerfs au repos y a été placé après restauration. Parallèlement, l'entrée principale sud est modifiée, reculé d'une vingtaine de mètres, le portail de 3 mètres de large est remplacé deux ouvertures totalisant près de 6,50 mètres permettant ainsi l'agrandissement de la place Charles-Le Roux.
Durant l'hiver 2019-2020, l'entrée donnant face à la rue Clemenceau est rénovée : le sol est doté d'un pavage en granit blond rappelant celui qui existait naguère à cet endroit, tandis que les principales allées seront recouvertes d'un nouvel enrobé beige.

### Liste des directeurs
Les directeurs successifs sont, :
- 1688-1727 : Joseph Cigongne
- 1729-1737 : Bonaventure Richard du Plessis
- 1737-1781 : François Bonamy
- 1781-1788 : Armand Prudent Lemerle
- 1822-1835 : Antoine Noisette
- 1836-1882 : Jean-Marie Écorchard
- 1893-1897 : Paul Marmy
- décembre 1899-1910 : Paul-Émile Citerne
- 1910-1920 : Joseph Diard
- 1921-1941 : Georges Durivault
- 1941-1950 : Georges Larue
- 1951-1984 : Paul Plantiveau
- 1984-2008 : Claude Figureau
- 2008-2020 : Romaric Perrocheau
- Depuis 2020 : Claire Marcadet

## Description
Le jardin des plantes est un jardin botanique de centre ville à l'anglaise, faisant entre autres fonction d'arboretum.
On y trouve des plans d'eau, des fontaines, une cascade, des ponts, des statues, des sculptures et des pavillons. Les éléments végétaux sont représentés par des plantes vivaces, des arbustes et des arbres. L'un des plus âgés est un magnolia à grandes fleurs (Magnolia grandiflora), surnommé Magnolia d'Hectot. Le premier magnolia de la région, celui de la Maillardière près de Rezé, permet à M. Grolleau d'en posséder un à Nantes en 1791. Transplanté une première fois en 1796, ce magnolia est acheté par Hectot pour la somme de 384 francs de l'époque et est planté dans le jardin en 1807. Son existence est attestée en 1859. Il est admis qu'il est mort ensuite et remplacé par un autre magnolia. L'hiver 1880 ayant détruit tous les jeunes arbres du jardin, le magnolia existant encore en 2010 est donc postérieur à 1880. Cet exemplaire est déjà estimé centenaire en 1986 par le service des espaces verts de la ville de Nantes. Fort de ses 2,30 mètres de diamètre, il aurait au moins 120 ans en 2010. Parmi les autres arbres et arbustes remarquables, un groupe de platanes (Platanus acerifolia) de 140 ans, un tulipier de Virginie (Liriodendron tulipifera) de 150 ans dont le tronc dépasse trois mètres de circonférence, un marronnier (Aesculus hippocastanum) de 140 ans, un séquoia géant (Sequoiadendron giganteum) de 150 ans, un séquoia à feuilles d'if (Sequoia sempervirens) de 150 ans, un arbousier (arbutus unedo), un charme pyramidal (Carpinus betulus 'fastigiata'), un groupe de Ginkgo biloba, un groupe de Copalmes d'Amérique (Liquidambar styraciflua), un metasequoia glyptostroboides, un ptérocaryer du Caucase (Pterocarya caucasica), un chêne des Canaries (Quercus canariensis), un nyssa, un plaqueminier (diospyros kaki) et deux pins de Wollemi (Wollemia nobilis).
Le Jardin des plantes a quatre grandes missions : la conservation des collections et des espèces protégées dans la nature ; l'expérimentation scientifique notamment l'écophysiologie de la germination, l'étude sur l'épiphytisme dans les serres, les expérimentations sur des espèces sauvages protégées présentes à Nantes, des travaux expérimentaux sur la germination des espèces sauvages dans l'ouest de la France, la recherche et l'étude de nouvelles espèces prostrées sur le littoral ; la pédagogie au moyen de cours municipaux de botanique et de visites d'initiation à l'écologie tropicale dans les serres ; l'horticulture mise en œuvre dans les collections, la décoration florale, la mosaïculture, les soins aux plantes.
Chaque année 75 000 plantes sont plantées dans la période du 15 mai au 20 juin pour la décoration florale d'été. Elles sont issues de cent variétés, et réparties dans cinq mosaïques florales. Elles sont arrachées entre mi-octobre et mi-novembre. La décoration florale d'automne-hiver-printemps est réalisée à partir de bulbes de plantes à fleur (giroflées, pensées, etc.). Ce sont 65 000 plantes qui sont disposées pour cette période de l'année.

### Collections
- La collection de 600 cultivars de Camellias, plante symbole pour Nantes.
- La collection de cactées et succulentes abritée par la serre à cactées.
- Le Palmarium, construit en 1898, qui abrite une collection d’épiphytes.
- L’école de botanique qui expose la flore du Massif armoricain.

### Le Jardin d’essai
Il présente au public les plants utilisés chaque année pour la décoration des massifs floraux.

## Missions
- Conservation.

Flores armoricaines et flores exotiques (ex. : la collection de plantes d'altitude boliviennes).
- Expertise.
  - Mise à disposition de son savoir pour (exemples : ville de Nantes, autres collectivités).
  - Inventaires de flores (Nantes, Bretagne…).
  - Le Pollinier : depuis 2003, ce jardin permet de suivre quotidiennement les émissions de pollen d'une vingtaine d'espèces locales. Son objectif est de participer à la prévention des allergies causées par les pollens.
  - Herbiers offerts à la consultation.
- Index seminum namnetensis : liste des semences que le jardin des plantes propose à ses correspondants. Ce catalogue parait régulièrement depuis 1845, hormis les quelques interruptions durant les périodes de guerre. Il est diffusé auprès de 650, environ, correspondants dans le monde entier. Il conduit à l'envoi, chaque année, de 7 à 8 000 sachets de graines dans le monde entier.
- Séminothèque : collection de graines (graines locales, non viables. Ce sont des références utilisables pour des déterminations).
- Enseignement.
  - À la demande (ex. : collectivités), ou sous forme de conférences.
  - Cours municipaux de botanique.

Les activités d'enseignement sont anciennes, puisque dès 1728 des cours publics, gratuits, étaient proposés. En 1836, la Ville de Nantes décide de créer un enseignement de botanique ; cet enseignement est mis en place l'année suivante par Écorchard. À sa mort, ils deviennent des cours d'horticulture. Ils réapparaissent en 1893, mais ils sont plus orientés vers une formation professionnelle. En 1998, la tradition est restaurée avec la réapparition de cours de botanique destinés au public.
Les cours sont dispensés sur une durée de 2 années, sous forme de conférences, travaux pratiques et sorties sur le terrain.

## Sculptures et fontaines
Le jardin des plantes recèle un certain nombre d'œuvres d'art.

### Le Premier Miroir
Œuvre de Camille Alaphilippe, elle date de 1906,. Ce groupe en grès représente une mère avec son enfant dans les bras, montrant à ce dernier, surpris et charmé, leur image reflétée par la surface calme d'un plan d'eau.

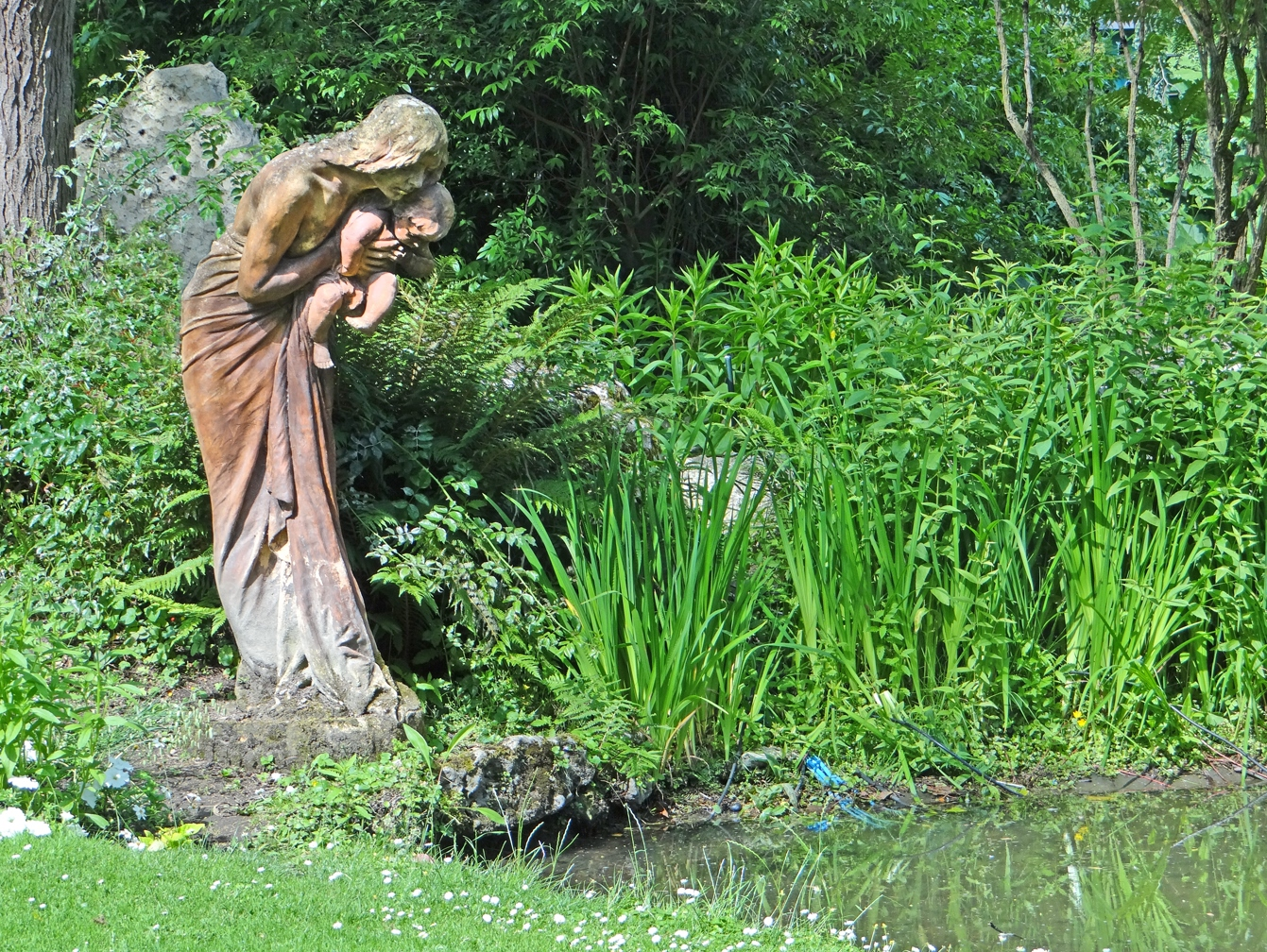
Camille Alaphilippe, Le Premier Miroir (1906).

### Les Cerfs au repos
Œuvre de Georges Gardet, il s'agit d'un groupe animalier sculpté en 1908 réunissant un cerf, une biche et un faon. Il fut attribué à la ville en 1910 par son ancien maire Gabriel Guist'hau devenu sous-secrétaire d'État aux Beaux-Arts. Durant de la Seconde guerre mondiale, les pattes des animaux furent sciées dans l'intention d'en récupérer le bronze. Seule la biche ne fut pas retrouvée. Le faon a pu être restauré par le fondeur d'art Droneau, et replacé sur son socle en 1994 d'où le surnom populaire de « Faon orphelin » donnée à l'œuvre. En 2011, il fut question de restaurer le cerf, mais le coût élevé de l'opération fit ajourner le projet. Le  14 septembre 2018, à l'occasion des journées du patrimoine, la statue est présentée entièrement restaurée par la Fondation de Coubertin, et quitte l'emplacement qu'elle occupait jusqu'alors près de l'enclos des animaux au sud-est du jardin pour être placée en retrait de la nouvelle entrée qui fut ouverte quelques semaines plus tard à l'angle sud-ouest de celui-ci. Le coût de la restauration d'un montant de 230 000 euros fut entièrement financé par la ville,.

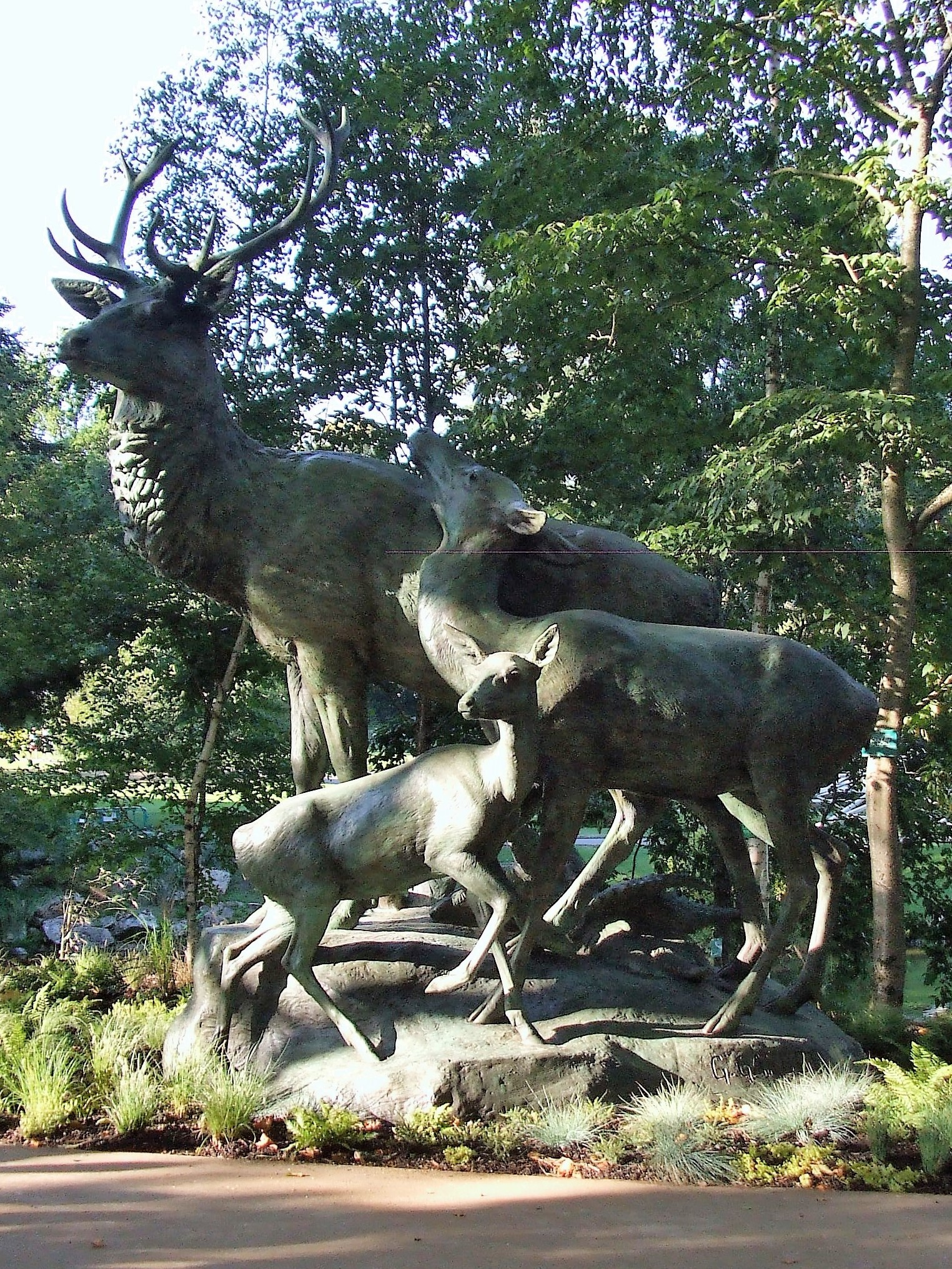
Les Cerfs au repos de Georges Gardet. État en 2018, après restauration.
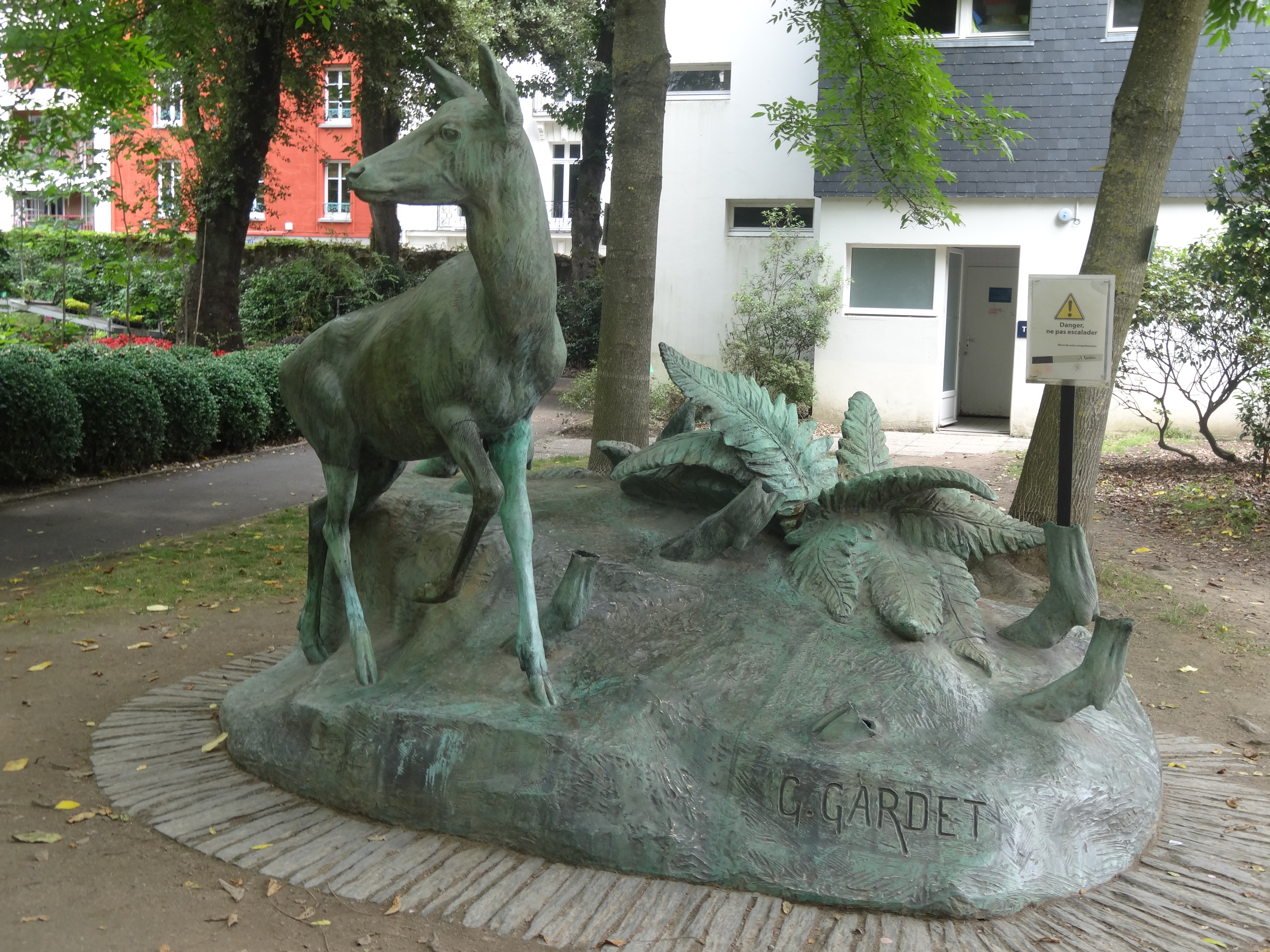
Le « Faon orphelin », état de la statue en 2014, avant sa restauration.

### Monument à Jean-Marie Écorchard
Un premier buste en bronze par Charles-Auguste Lebourg est inauguré en 1892. Il est fondu sous le régime de Vichy, dans le cadre de la mobilisation des métaux non ferreux. En 1981, à l'occasion du centième anniversaire de la mort du Dr Jean-Marie Écorchard, la municipalité décide de faire réaliser une copie de l'œuvre originale par Alain Douillard,.

### Plaque et médaillon d'Élisa Mercœur
Œuvre de Sébastien de Boishéraud, ce bronze fut inauguré le 5 décembre 1909 afin de célébrer le centenaire de la naissance de la poétesse Élisa Mercœur,.

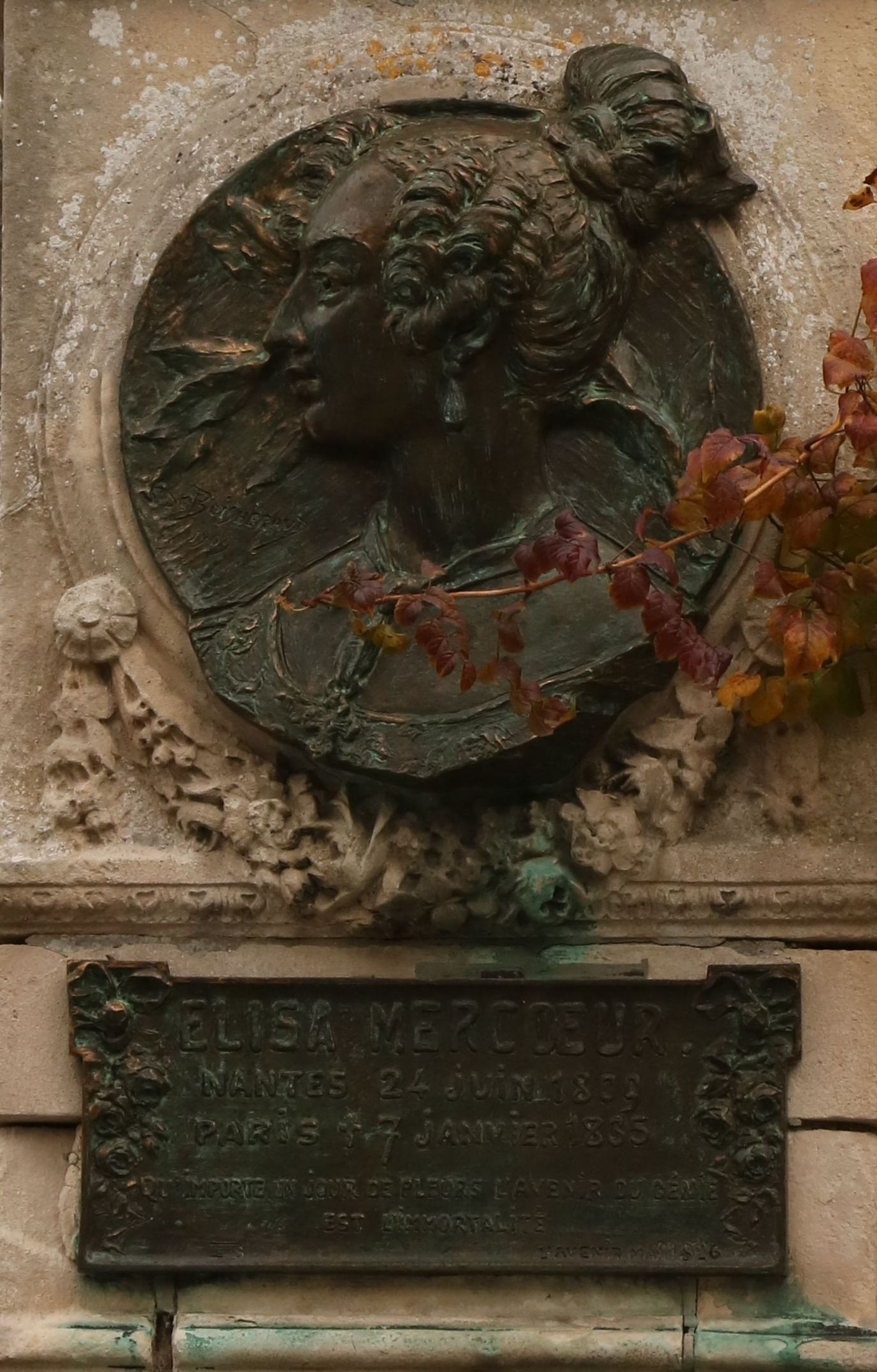
Élisa Mercœur

### Monument à Jules Verne
Le buste de Jules Verne en bronze au sommet du monument, réalisé par Georges Bareau est inauguré le 29 mai 1910. Il est fondu sous le régime de Vichy, dans le cadre de la mobilisation des métaux non ferreux. Il est remplacé en 1945 par un buste en pierre, réalisé par Jean Mazuet,.

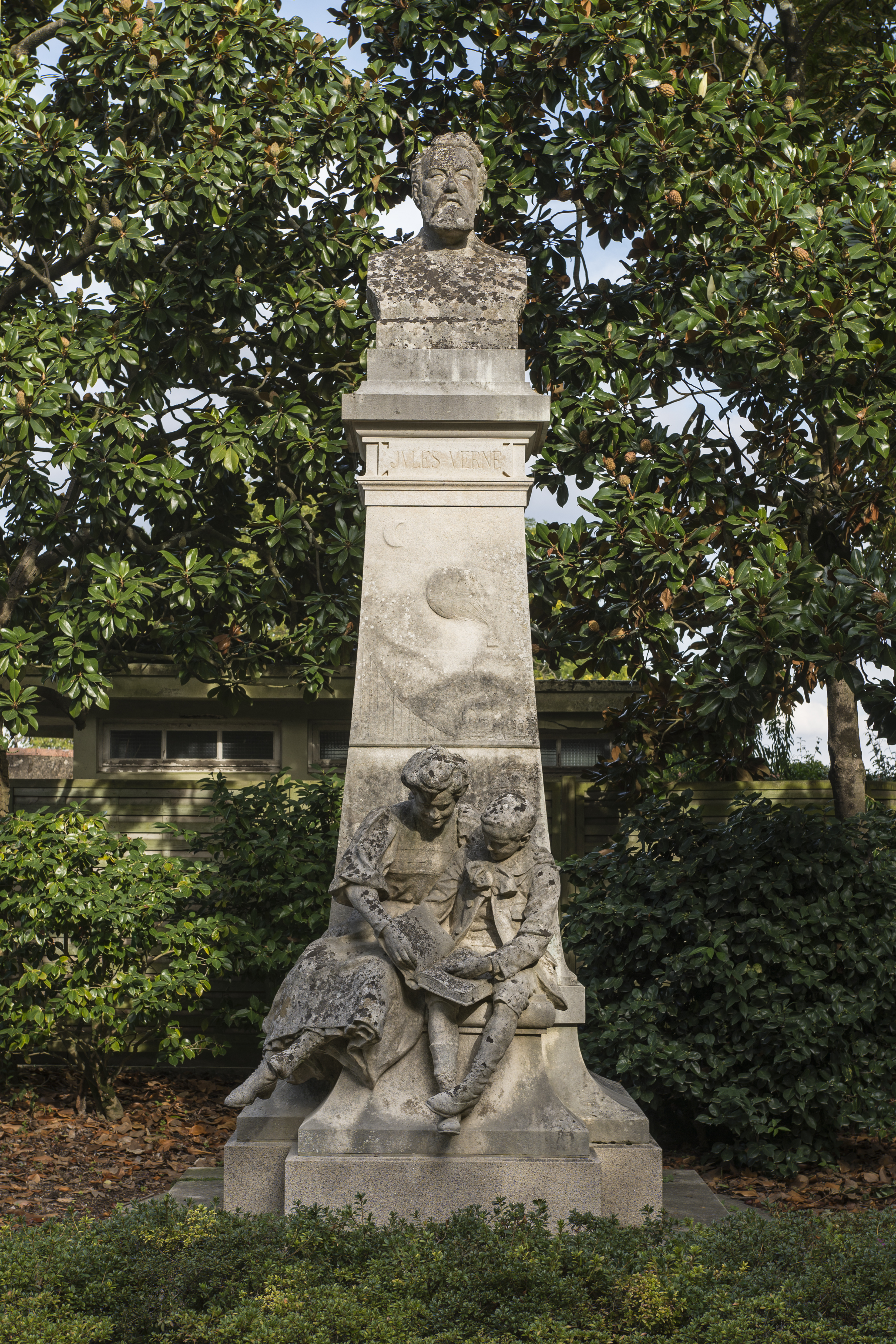
Georges Bareau et Jean Mazuet, Monument à Jules Verne.
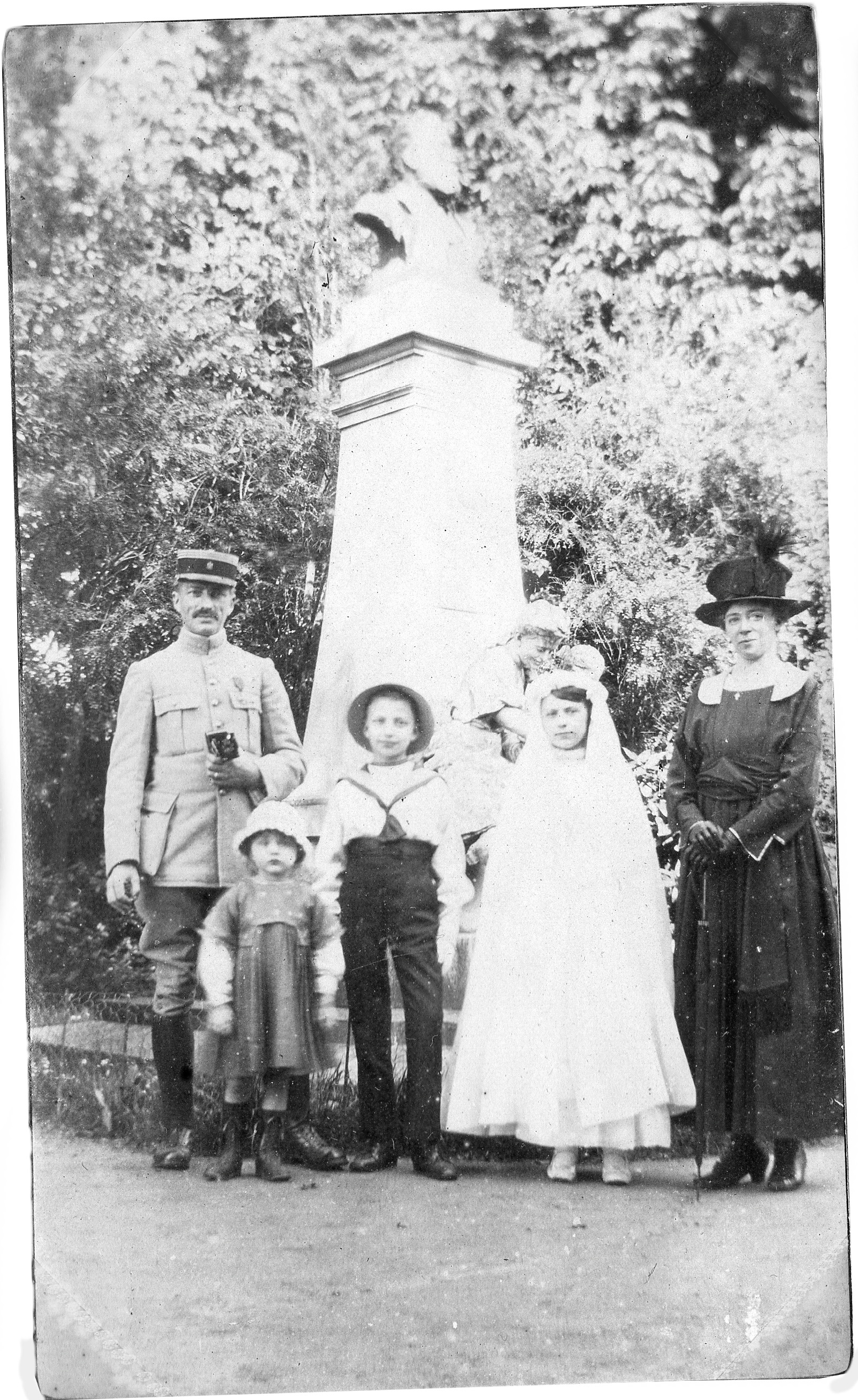
La version en 1915.

### La Moissonneuse
Œuvre de Denis Gélin, elle date de 1940,.

### Fontaines Wallace
Le jardin abrite deux des cinq fontaines Wallace (œuvres de Charles-Auguste Lebourg) que possède la Ville de Nantes. L'une est située au sud-ouest, l'autre située au nord-ouest.

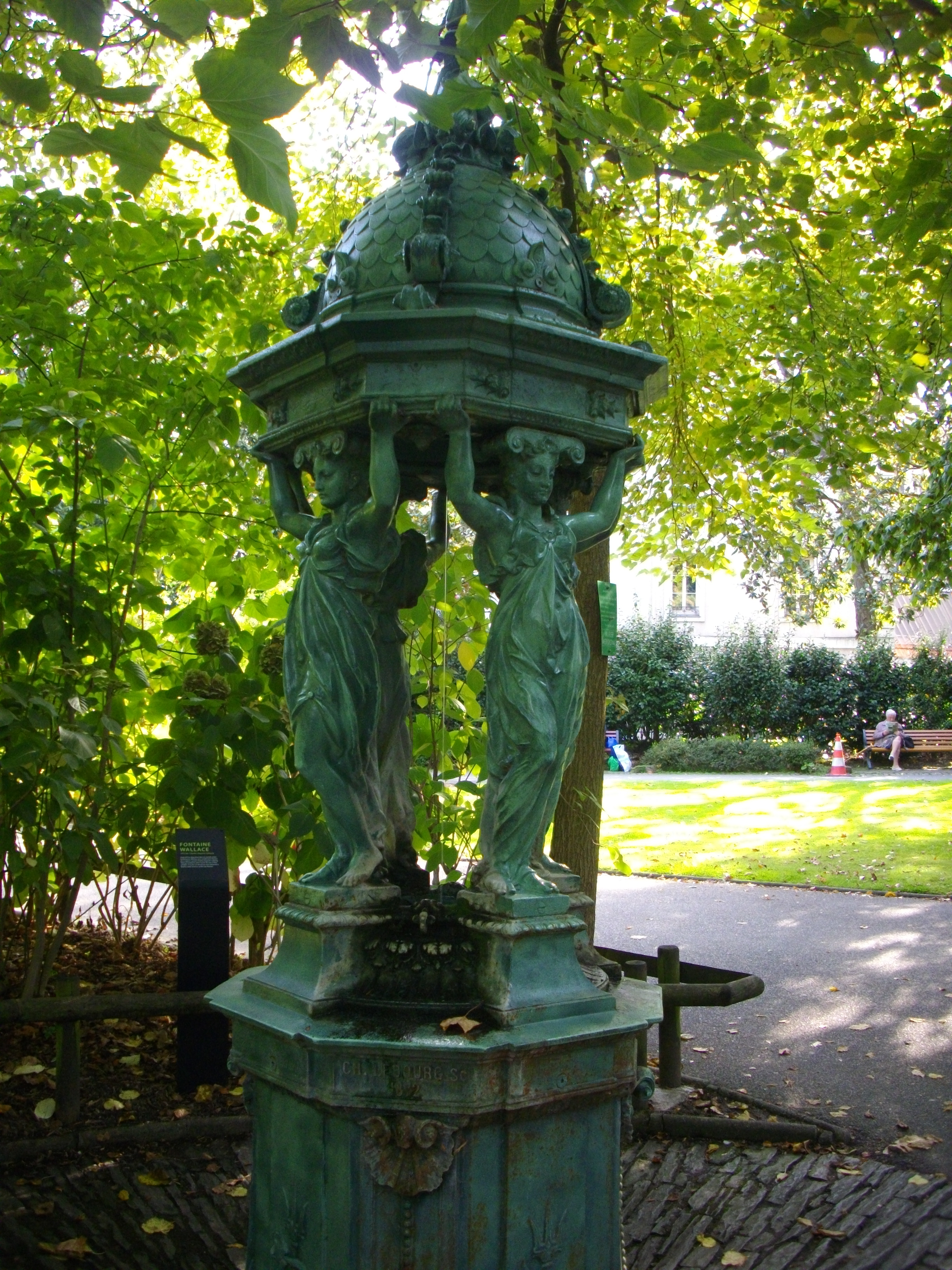
Fontaine Wallace sud-ouest.
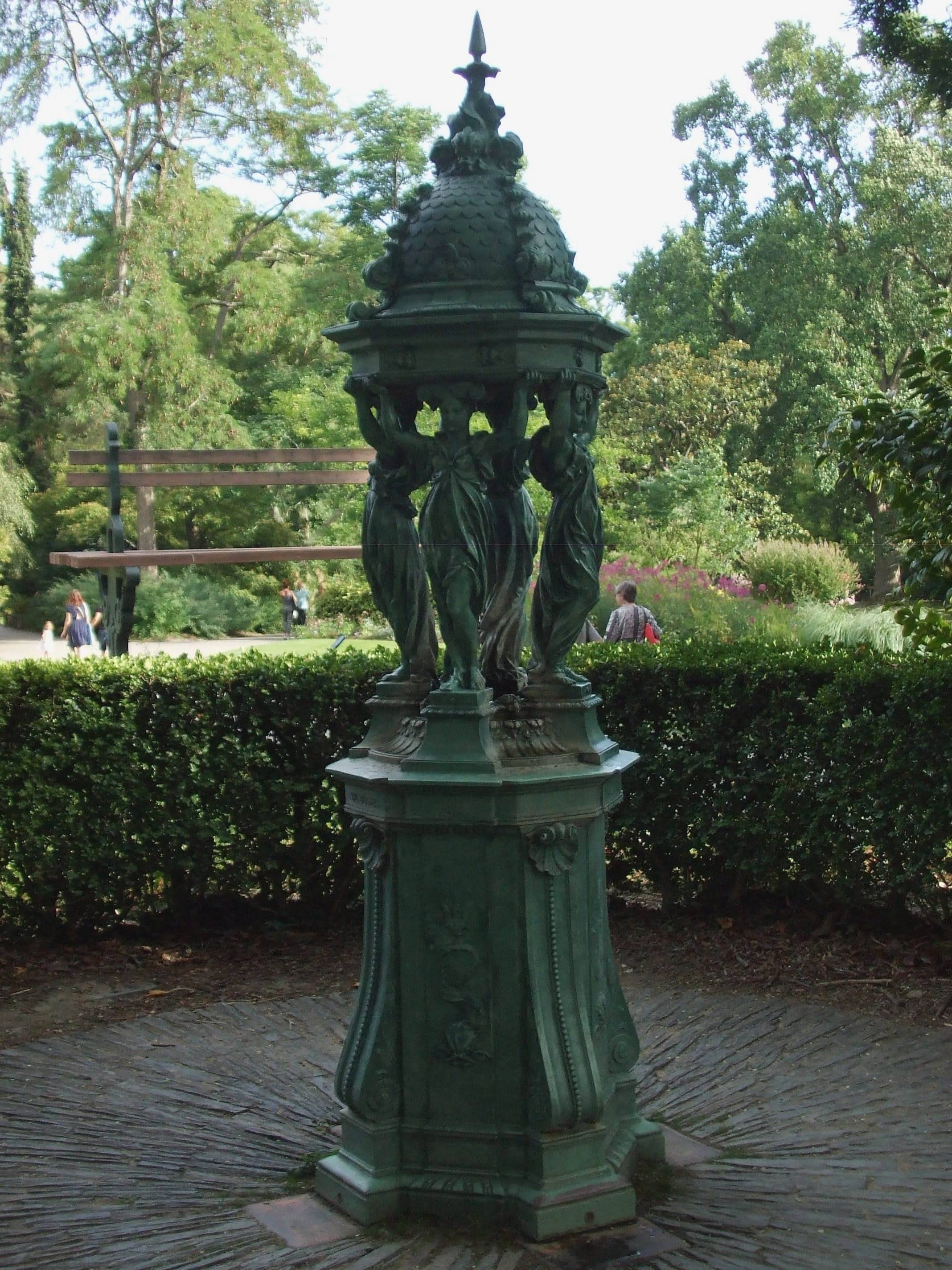
Fontaine Wallace nord-est.

### Œuvre disparue

#### Les Mouflons à manchettes d'Algérie
Œuvre de Charles Valton (1851-1918), représentant deux mouflons à manchettes en bronze (un debout et un couché), elle arriva à Nantes en 1908. Une lettre du préfet en confirme l'envoi par le ministère de l'Instruction publique. La municipalité paya l'emballage et son transport. Sous le régime de Vichy, le groupe statuaire en bronze est envoyé à la fonte dans le cadre de la mobilisation des métaux non ferreux. Il ne subsiste plus de nos jours que le rocher leur servant de socle,.